# Cataloging Cultural Objects
La norme Cataloging Cultural Objects (CCO) est une première série exhaustive de règles de catalogage muséal.  
Ces règles rédigées en anglais contiennent les conventions pour décrire, documenter et cataloguer les objets culturels et leurs représentations visuelles. Elles visent à guider les musées dans le choix de termes et à établir l'ordre, la syntaxe et la forme dans lesquelles les données devraient être saisies.
Liée à l'art et l'architecture, cette norme s'applique, mais sans s'y limiter, à la peinture, aux sculptures, aux estampes, aux manuscrits, aux photographies, aux œuvres construites, aux installations et autres supports visuels. La norme couvre également de nombreux autres types d'œuvres culturelles, y compris les sites archéologiques, les artefacts, et des objets fonctionnels du domaine de la culture matérielle.

## Historique
La norme CCO est une initiative de la Visual Ressource Association Fundation. Amorcée en 2001, cette norme a été publiée en 2006 par l’American Library Association (ALA) et financée par la Getty Foundation. Il s'agit des premières lignes directrices publiées par la communauté du patrimoine culturel. 
Ces règles ont également influencé les normes Resource Description and Access (RDA) quant à l'importance de l'interopérabilité des standards en dehors du milieu des bibliothèques. 

## Application
Selon la Visual Ressource Association Fundation, les normes sont utiles pour :
- Créer des métadonnées pouvant être partagées;
- Élaborer des pratiques harmonisées entre les musées, les bibliothèques numériques et les services d'archives;
- Compléter diverses structures de données et appuyer les standards dans les systèmes de catalogage;
- Améliorer l'accès et la recherche des objets culturels.

L'utilisation de ce type de norme établie et reconnue vise à s'assurer que les activités muséales sont opérationnelles et pérennes. Les règles CCO sont destinées à soutenir les décisions des catalogueurs et des architectes des systèmes de patrimoine culturel et permettent d'harmoniser les pratiques de description des objets culturels. 
La norme est recommandée pour la gestion des bases de données agrégées telle que celles de la California Digital Library  et le programme d'hébergement de bibliothèque numérique Mellon ARTstor. Elle est également listée en tant que standard d'après la National Information Standards Organization (NISO) et utilisée dans des projets internationaux, notamment au Canada (Les Dictionnaires de données des sciences humaines et des sciences naturelles du Réseau canadien d'information s'y appuient), en Allemagne, en Bulgarie, au Chili et aux États-Unis. Ces organisations sont répertoriées sur le site de la norme.

## Structure
La norme CCO s'appuie sur un modèle de base de données relationnelle hiérarchique liant les objets culturels selon différents éléments les caractérisant. Le modèle est basé sur le VRA Core 4.0 et sur les Categories for the Description of Works of Art (CDWA), mais utilise des concepts génériques pouvant être mis en relation avec d'autres métadonnées telles que celles du Dublin Core, MODS, MARC.   
Chaque enregistrement doit correspondre à une image ou à une œuvre. Ces enregistrements sont reliés entre eux par une relation "parent-enfant" selon les contextes de classification qui leur sont attribués. Chaque enregistrement devrait être affilié à un fichier d'autorité contrôlé regroupant la source des informations véhiculées afin de faciliter les corrections automatisées de la base de données. 
Certains éléments de la norme CCO sont fortement recommandés lors de la numérisation d'un catalogue muséal et devraient préférablement se conformer aux vocabulaires contrôlés ou à ceux provenant des thésaurus documentaire. 
Les huit éléments recommandés sont les suivants :
1. Identification (type et titre)
2. Information sur le créateur (créateur et rôle du créateur)
3. Caractéristiques physiques (dimensions, matériels/techniques, état/restauration, caractéristiques physiques additionnelles)
4. Informations stylistiques, culturelles et chronologiques (style, culture, date)
5. Lieux et géographie (lieu actuel, lieu de création, lieu de découverte, emplacement antérieur)
6. Sujet
7. Catégorie/classification
8. Description